# راميرو كوستا
راميرو كوستا (بالإسبانية: Ramiro Costa)‏ هو لاعب كرة قدم أرجنتيني في مركز الهجوم، ولد في 21 أغسطس 1992 في روساريو في الأرجنتين. لعب مع روزاريو سنترال ونادي أونيفرسيداد كاتوليكا ونادي تارغو موريش.

## وصلات خارجية
- راميرو كوستا على موقع قاعدة بيانات كرة القدم.إي يو (الإنجليزية)
- راميرو كوستا على موقع Soccerway.com (الإنجليزية)
- راميرو كوستا على موقع عالم كرة القدم.نت (الإنجليزية)
- راميرو كوستا على موقع AS.com (الإسبانية)